# Duttaphrynus brevirostris
Espèce
Synonymes
- Bufo brevirostris Rao, 1937

Statut de conservation UICN

 DD  : Données insuffisantes
Duttaphrynus brevirostris est une espèce d'amphibiens de la famille des Bufonidae.

## Répartition
Cette espèce est endémique du Karnataka en Inde. Elle se rencontre aux environs de Sakleshpur dans le district de Hassan entre 200 et 300 m d'altitude dans le centre des Ghâts occidentaux.

## Publication originale
- Rao, 1937 : On some new forms of Batrachia from south India. Proceedings of the Indian Academy of Sciences, ser. B, vol. 6, p. 387-427.